# Mistrovství České republiky ve vícebojích
Historie mistrovství České republiky ve vícebojích (údaje do roku 2006 včetně)

## Muži
Koná se od roku 1969, někdy samostatně, v některých letech při mistrovství jednotlivců. Zatím se konalo 20× v Praze, 5× v Ostravě, 2× v Olomouci, Třinci a Staré Boleslavi a jednou ve Dvoře Králové nad Labem, Jablonci nad Nisou, Mladé Boleslavi, Otrokovicích, Táboře a Hradci Králové.

### Medailisté
- 1998: 1. Aleš Pastrňák 7604, 2. Kamil Damašek 7588, 3. Tomáš Komenda 7264;
- 1999: 1. Tomáš Komenda 7368, 2. Kamil Damašek 7220, 3. Aleš Pastrňák 7126;
- 2000: 1. Aleš Pastrňák 7801, 2. Vít Zákoucký 7180, 3. Vít Rus 7032;
- 2001: 1. Pavel Havlíček 7253, 2. Aleš Pastrňák 7177, 3. Milan Kohout 7014;
- 2002: 1. Jan Poděbradský 7974, 2. Milan Kohout 7001, 3. Vít Zákoucký 6979;
- 2003: 1. Vít Zákoucký 7133, 2. Milan Kohout 7058, 3. Aleš Pastrňák 6951;
- 2004: 1. Jan Poděbradský 7501, 2. Milan Kohout 7268, 3. Václav Krejčíř 7110;
- 2005: 1. Josef Karas 7252, 2. Milan Kohout 7200, 3. Václav Krejčíř 7003;
- 2006: 1. Josef Karas 7837, 2. Pavel Baar 7258, 3. Dominik Špiláček 7238;
- 2007:

### Počet titulů
- Martin Machura 6×
- Kamil Damašek 4×
- Věroslav Valenta 3×
- Petr Horn, Josef Karas, Jan Neckář, Aleš Pastrňák, Jan Poděbradský, Jan Vyškovský 2×
- Tomáš Dvořák, Jaromír Frič, Pavel Havlíček, Daniel Hejret, Tomáš Komenda, Petr Krátký, Zdeněk Lubenský, František Neckář, Vladimír Novotný, Ivan Sedláček, Petr Šářec, Roman Šebrle, Pavel Veleba, Vít Zákoucký 1×

### Počet medailí
- Martin Machura 7×
- Kamil Damašek 6×
- Jiří Knejp, Milan Kohout, Aleš Pastrňák 5×
- Lubomír Matolušek, Jan Poděbradský 4×
- Vladimír Novotný, Petr Šářec, Roman Šebrle, Věroslav Valenta, Vít Zákoucký 3×
- Jaromír Fráč, Daniel Hejret,Petr Horn, Roman Hrabaň, Václav Chudomel, Robert Jaššo, Jiří Jirman, Josef Karas, Romáš Komenda, František Neckář, Jan Neckář, Miloš Pečinka, Vít Rus, Petr Sóldós, Ivan Trojan, Pavel Veleba, Jan Vyškovský, Václav Krejčíř 2×
- Pavel Baar, Václav Čech, Antonín Čermák, Ladislav Diviš, Tomáš Dvořák, Pavel Havlíček, Lumír Hruška, Vladimír Jareš, Martin Jelínek, Petr Kartous, Jaroslav Koukal Petr Krátký, Julius Krupčík, Miroslav Rucký, Zdeněk Lubenský, Petr Müller, Luděk Pernica, Miloslav Pícha, Jan Pospíšil, Jiří Ryba, Ivan Sedláček, Dominik Špiláček, Robert Změlík 1×

### Deset nejlepších výkonů na mistrovství
- 8289 Věroslav Valenta		1988
- 8210 Roman Šebrle		1996
- 8147 Jan Poděbradský		1996
- 8141 Roman Hrabaň		1988
- 8061 Jiří Ryba		1996
- 7978 Kamil Damašek		1995
- 7866 Martin Machura		1982
- 7837 Josef Karas		2006
- 7801 Aleš Pastrňák		2000
- 7770 Jiří Knejp		1982

## Ženy
Koná se od roku 1969, někdy samostatně, v některých letech při mistrovství jednotlivců. Zatím se konalo 20× v Praze, 5× v Ostravě, 2× v Olomouci, Třinci a Staré Boleslavi a jednou ve Dvoře Králové nad Labem, Jablonci nad Nisou, Mladé Boleslavi, Otrokovicích, Táboře a Hradci Králové.

### Medailistky
- 1998: 1. Kateřina Nekolná 5860, 2. Jana Klečková 5628, 3. Šárka Beránková 5493;
- 1999: 1. Kateřina Nekolná 5898, 2. Jana Klečková 5635, 3. Helena Vinařová 5609;
- 2000: 1. Šárka Beránková 6079, 2. Michaela Hejnová 6015, 3. Barbora Špotáková 5873;
- 2001: 1. Kateřina Nekolná 5689, 2. Jana Klečková 5317, 3. Barbora Špotáková 5306;
- 2002: 1. Šárka Beránková 5995, 2. Jana Klečková 5562, 3. Petra Borovičková 4875;
- 2003: 1. Jana Klečková 5601, 2. Barbara Szelendaková 5303, 3. Petra Šindelářová 4946;
- 2004: 1. Michaela Hejnová 6065, 2. Petra Šindelářová 5127, 3. Lucie Kostnerová 4898;
- 2005: 1. Michaela Hejnová 5596, 2. Lucie Kostnerová 5312, 3. Marie Burešová 5257;
- 2006: 1. Denisa Ščerbová 5828, 2. Jana Korešová 5239, 3. Marie Burešová 5237;
- 2007:

### Počet titulů
- Marcela Koblasová 4×
- Kateřina Nekolná 3×
- Šárka Beránková, Jiřina Borešová, Michaela Hejnová, Jana Klečková, Michaela Mohaplová, Vanda Nováková, Dagmar Urbánková 2×
- Martina Blažková, Miroslava Březíková, Zdena Hřebíčková, Dana Jandová, Lenka Juráňová, Šárka Kadlubcová, Zuzana Lajbnerová, Helena Otáhalová, Jitka Potrebuješová, Jana Schreibmeierová, Denisa Ščerbová, Anna Šrámková, Helena Vinařová, Kateřina Vocásková 1×

### Počet medailí
- Jana Klečková 8×
- Martina Blažková, Kateřina Nekolná 6×
- Dana Jandová, Marcela Koblasová 5×
- Jiřina Borešová-Rybová, Michaela Mohaplová, Helena Otáhalová, Petra Šebelková 4×
- Šárka Beránková, Michaela Hejnová 3×
- Marie Burešová, Dana Klimešová, Jitka Marešová, Vanda Nováková, Petra Šindelářová 2×
- Marie Belhová, Petra Borovičková, Miroslava Březíková, Hana Doleželová, Drahomíra Dryeová, Taťána Fojtová, Jana Faltusová, Jana Hrazdírová, Jana Jarmarová, Šárka Kadlubcová, Jana Korešová, Lucie Kostnerová, Jaroslava Koubová, Blanka Najbrtová, Gabriela Novotná, Naděžda Říhová, Jana Schreibmeierová, Lucie Suchá, Barbara Szelendaková, Denisa Ščerbová, Miriam Valentová, Lenka Všianská, Jaruška Životská 1×

### Deset nejlepších výkonů na mistrovství
- 6167 Zuzana Lajbnerová	1987
- 6079 Šárka Beránková		2000
- 6065 Michaela Hejnová		2004
- 5898 Kateřina Nekolná		1999
- 5873 Barbora Špotáková	2000
- 5867 Helena Vinařová		1996
- 5828 Denisa Ščerbová		2006
- 5686 Marcela Koblasová	1981
- 5636 Jana Klečková		1999
- 5587 Vanda Nováková		1983

## Junioři
Mistrovství se koná teprve od roku 1990. Za tu dobu se v pořadatelství vystřídala města
Praha 9×, Olomouc 2×, Třinec 2×, Stará Boleslav 2× a Hradec Králové a Tábor 1×.

### Medailisté
- 2006: 1. Antonín Vácha 7148, 2. Lukáš Doskočil 6767, 3. Tomáš Nešvera 6685;
- 2005: 1. Lukáš Patera 7162, 2. David Sazima 6781, 3. Marek Ošmera 6067;
- 2004: 1. Jakub Tomoszek 6459, 2. Petr Klus 6147, 3. Miloš Odvárka 5899;
- 2003: 1. Jiří Kliner 7136, 2. Jakub Forejt 6631, 3. Petr Koňařík 6594;
- 2002: 1. Václav Krejčíř 6434, 2. Filip Šiler 6238, 3. Vojtěch Beneš 6152;
- 2001: 1. Dominik Špiláček 6848, 2. Václav Krejčíř 6834, 3. Oldřich Sláma 6045;
- 2000: 1. Milan Kohout 7108, 2. Pavel Havlíček 7021, 3. Tomáš Vykydal 6581;
- 1999: 1. Tomáš Purman 6362, 2. Tomáš Vykydal 6154, 3. Pavel Kavřík 5799;
- 1998: 1. Jan Ryba 6614, 2. Michal Žižka 6498, 3. Lukáš Klíma 6363;

### Počet titulů
- Tomáš Komenda, Jiří Ryba 2×
- Tomáš Dvořák, Jiří Kliner, Milan Kohout, Václav Krejčíř, Pavel Loučka, Lukáš Patera, Jan Ryba, Jan Poděbradský, Tomáš Purman, Dominik Špiláček, Dalibor Špoták, Jakub Tomoszek, Antonín Vácha 1×

### Deset nejlepších výkonů na mistrovství
- 7543 Jiří Ryba		1995
- 7162 Lukáš Patera		2005
- 7148 Antonín Vácha		2006
- 7138 Tomáš Dvořák		1990
- 7135 Jiří Kliner		2003
- 7123 Jan Poděbradský		1981
- 7108 Milan Kohout		2000
- 7074w Štěpán Janáček		1995 (pozn. výkon s větrem = w)
- 7021 Pavel Havlíček		2000
- 6948 Tomáš Komenda		1996

## Juniorky
Mistrovství se koná teprve od roku 1990. Za tu dobu se v pořadatelství vystřídala města
Praha 9×, Olomouc 2×, Třinec 2×, Stará Boleslav 2× a Hradec Králové a Tábor 1×.

### Medailisté
- 2006: 1. Eliška Klučinová 5331, 2. Lenka Ručková 5048, 3. Lucie Schönová 4488;
- 2005: 1. Petra Ludányiová 4894, 2. Kateřina Konvalinková 4876, 3. Jana Foltýnová 4542;
- 2004: 1. Marie Burešová 5136, 2. Petra Ludányiová 4829, 3. Petra Blovská 4713;
- 2003: 1. Marie Burešová 5097, 2. Eva Vaidová 5055, 3. Jitka Moudrá 4683;
- 2002: 1. Petra Borovičková 5022, 2. Blanka Skrivánková 4959, 3. Petra Fairaislová 4411;
- 2001: 1. Petra Šindelářová 4882, 2. Blanka Skřivánková 4882, 3. Zdeňka Bartošová 4602;
- 2000: 1. Zdeňka Bartošová 4666, 2. Jana Korešová 4473, 3. Natálie Fričová 4179;
- 1999: 1. Michaela Hejnová 5850, 2. Barbora Špotáková 5096, 3. Žaneta Václavková 4131;
- 1998: 1. Michaela Hejnová 5526, 2. Hana Doleželová 5431, 3. Petra Štěrbová 4915;

### Počet titulů
- Marie Burešová, Michaela Hejnová 2×
- Zdeňka Bartošová, Jana Basová, Šárka Beránková, Petra Borovičková, Hana Doleželová, Eliška Klučinová, Petra Ludányiová, Barbara Szlendaková, Petra Šindelářová, Nikola Špinová, Jana Švarná, Dagmar Votočková, Jana Zapadlová 1×

### Deset nejlepších výkonů na mistrovství
- 5850 Michaela Hejnová			1999
- 5431 Hana Doleželová			1998
- 5331 Eliška Klučinová			2006
- 5196 Nikola Špinová			1994
- 5165 Kateřina Nekolná			1994
- 5154 Vlasta Gruberová			1994
- 5136 Marie Burešová			2004
- 5096 Barbora Špotáková		1999
- 5055 Eva Vaidová			2003
- 5053 Šárka Beránková			1997

## Dorostenci
Mají mistrovské víceboje od roku 1969, ačkoliv se v průběhu let měnil rozsah závodění i věkové
kategorie. Pořádající města: Praha 16×, Jablonec nad Nisou 4×, Olomouc, Opava, Ostrava, Plzeň a Sušice 3×. Brno, Pardubice, Ústí nad Labem, Znojmo, Hradec Králové, Stará Boleslav a Tábor 2×. Bratislava, České Budějovice, Dvůr Králové nad Labem, Jihlava, Kroměříž, Prostějov, Třinec, Vlašim, Vyškov a Zlín 1×. 
Medailisté
2006: 1. Jan Carda 6400, 2. Matěj Černohorský 6252, 3. Matěj Čejka 6103; 
2005: 1. Jan Nový 6039, 2. Jan Carda 5839, 3. František Batysta 5838;
2004: 1. Antonín Vácha 6490, 2. Jan Kudlička 6391, 3. David Sazima 6141;
2003: 1. Martin Blahut 6430, 2. Jakub Ryba 6055, 3. Radek Daníšek 6034;
2002: 1. Jan Dočkal 6734, 2. Petr Koňařík 6609, 3. Marian Cienciala 6144; 
2001: 1. Jiří Kliner 7179, 2. Petr Svoboda 6549, 3. Michal Brož 6247; 
2000: 1. Dominik Špiláček 6833, 2. Jiří Kliner 6664, 3. Michal Brož 6246; 
1999: 1. Dominik Špiláček 6252, 2. Vilém Medřický 5983, 3. Jan Holec 5974; 
1998: 1. Milan Kohout 6850, 2. Petr Železnov 6276, 3. Pavel Havlíček 5964; 
Počet titulů
- Jiří Patzák 3×
- Pavel Burda, Tomáš Dvořák, Milan Kohout, Pavel Loučka, Martin Machura, Pavel Mojžíš, Jan Poděbradský, Pavel Postava, Radomír Přibyla, Miroslav Šikola, Ladislav Šodek, Dominik Špiláček, Milan Trejbal, Věroslav Valenta, Pavel Veleba 2×
- Jaromír Andr, Radek Bartakovič, Josef Bazal, Martin Blahut, Antonín Brothánek, Jan Carda, Jan Ciboch, Ivo Čižmář, Jan Dočkal, Tomáš Dřímal, Josef Grulich, Vladimír Havel, Roman Hrabaň, Jaroslav Jasanský, Petr Juliš, Michal Kaššai, Jiří Kliner, Martin Kobyla, Tomáš Komenda, Ivo Krsek, Jiří Markup, Jaroslav Maxa, Petr Měkyna, Jiří Melničuk, Jiří Mucha, Petr Nárovec, Pavel Němec, Jan Nový, Aleš Pastrňák, Miloš Pečinka, Martin Plha, Radek Plíhal, Pavel Procházka, Jan Ryba, Zbyněk Rybka, Jiří Souček, Vlastimil Spousta, Jiří Střeštík, Stanislav Studecký, Petr Šářec, Pavel Šikola, Stanislav Tesárek, Ladislav Toušek, Antonín Vácha, Jan Valenta, Petr Váňa, Milan Vanca, Ivan Vosecký, Zdeněk Vymětal, Jan Vyškovský 1×

Deset nejlepších výkonů na mistrovství – (od roku 1990, předtím byl jiný rozsah závodění)
- 7270 Jan Poděbradský		1990
- 7179 Jiří Kliner		2001
- 6850 Milan Kohout		1998
- 6833 Dominik Špiláček		2000
- 6764 Tomáš Komenda		1995
- 6734 Jan Dočkal		2002
- 6713 Pavel Procházka		1990
- 6662 Drahomír Pořízek		1995
- 6625 Aleš Pastrňák		1993
- 6609 Petr Koňařík		2002

## Dorostenky
Mají mistrovské víceboje od roku 1969, ačkoliv se v průběhu let měnil rozsah závodění i věkové
kategorie. Pořádající města: Praha 16×, Jablonec nad Nisou 4×, Olomouc, Opava, Ostrava, Plzeň a Sušice 3×. Brno, Pardubice, Ústí nad Labem, Znojmo, Hradec Králové, Stará Boleslav a Tábor 2×. Bratislava, České Budějovice, Dvůr Králové nad Labem, Jihlava, Kroměříž, Prostějov, Třinec, Vlašim, Vyškov a Zlín 1×. 
Medailisté
2006: 1. Kateřina Cachová 5282, 2. Nikol Ogrodníková 5241, 3. Lucie Ondraschková 5066; 
2005: 1. Petra Vachatová 4898, 2. Zuzana Málková 4879, 3. Lucie Schönová 4538;
2004: 1. Eliška Klučinová 5150, 2. Petra Vachatová 4899, 3. Zuzana Málková 4805;
2003: 1. Zuzana Hejnová 5748, 2. Petra Ludanyiová 4958, 3. Zuzana Šídová 4657;
2002: 1. Denisa Ščerbová 5282, 2. [[Zuzana Hejnová 5170, 3. Marie Burešová 4999; 
2001: 1. Jitka Vindušková 4936, 2. Petra Borovičková]] 4633, 3. Eva Vaidová 4551; 
2000: 1. Petra Šindelářová 5139, 2. Lenka Uhrová 4913, 3. Blanka Skřivánková 4765; 
1999: 1. Petra Šindelářová 4883, 2. Lenka Uhrová 4672, 3. Veronika Mráčková 4539; 
1998: 1. Barbora Špotáková 5132, 2. Hana Rydvalová 4483, 3. Jana Korešová 4322; 
Počet titulů
- Jana Basová, Marcela Koblasová, Marie Severýnová 3×
- Ivana Čilíková, Renata Doležalová, Jana Hančová, Hana Inderková, Sylva Junášková, Zuzana Lajbnerová, Blanka Najbrtová, Helena Otáhalová, Zuzana Pokorná, Jana Rejdovjanová, Petra Šindelářová, Jana Trejbalová, Alena Vyčítalová, Eva Žaludková 2×
- Kateřina Baštová, Jana Bubíková, Kateřina Cachová, Petra Čabanová, Jiřina Dokoupilová, Eva Doležalová, Hana Doleželová, Jana Dušková, Markéta Dubská, Anna Filičková, Michaela Hejnová, Zuzana Hejnová, Petra Hlavatá, Jana Hrazdírová, Šárka Hrnčířová, Hana Chalupová, Dana Klimešová, Věra Klozová, Eliška Klučinová, Věra Kmoníčková, Dagmar Krampolová, Hana Kuběnková, Petra Kuralová, Jiřina Lamačová, Radmila Láníková, Jitka Marešová, Michaela Milcová, Lenka Moutelíková, Kateřina Nekolná, Zuzana Pupíková, Naďa Říhová, Miroslava Sommernitzová, Renata Staňková, Lucie Suchá, Denisa Ščerbová, Nikola Špinová, Barbora Špotáková, Dana Tesařová, Petra Vachatová, Helena Vinařová, Jitka Vindušková, Václava Vladařová, Kateřina Vocásková, Dagmar Votočková, Dana Wildová, Jana Zapadlová 1×

Deset nejlepších výkonů na mistrovství – (od roku 1990, předtím byl jiný rozsah závodění)
- 5748 Zuzana Hejnová		2003
- 5441 Hana Doleželová		1996
- 5371 Michaela Hejnová		1997
- 5303 Hana Kuběnková		1983
- 5282 Denisa Ščerbová		2002
- 5282 Kateřina Cachová		2006
- 5241 Nikol Ogrodníková	2006
- 5188 Petra Čabanová		1989
- 5162 Eva Doležalová		1995
- 5150 Eliška Klučinová		2004

## Žáci
Mají mistrovský víceboj od roku 1969, ale i měnil se rozsah závodění od původního čtyřboje přes šestiboj a pětiboj až po dnešní sedmiboj a devítiboj. Měnily se i věkové kategorie. Místa konání: Praha 10×, Ostrava 6×, Hradec Králové 4×, Třinec 3×. Svitavy, Uherské Hradiště, Zábřeh na Moravě a Stará Boleslav 2×. České Budějovice, Jablonec nad Nisou, Jihlava, Olomouc, Opava, Plzeň, Poruba, Tábor, Varnsdorf, Vlašim a Zlín 1×.
Medailisté
2006: 1. Jaroslav Chlebík 5186, 2. Jan Šimon 5184, 3. Vojtěch Slouka 4975; 
2005: 1. Martin Hložek 5468, 2. Jan Solfronk 5261, 3. Jakub Stündl 5093;
2004: 1. Petr Vaněk 5207, 2. Filip Fujda 5169, 3. Jan Carda 4878;
2003: 1. Jiří Smola 5395, 2. Jiří Najman 5276, 3. Jan Kudlička 5184;
2002: 1. Antonín Vácha 5382, 2. Tomáš Kopecký 5185, 3. Jaroslav Jílek 4931; 
2001: 1. Lukáš Patera 5833, 2. Michal Puczok 5023, 3. Martin Blahut 4742; 
2000: 1. Jan Dočkal 6045, 2. Pavel Picka 5504, 3. Jakub Novotný 5315; 
1999: 1. Michal Barvík 5437, 2. Jiří Kliner 5404, 3. Jan Syrovátko 5125; 
1998: 1. Dominik Špiláček 5245, 2. Jiří Salamon 4645, 3. Jan Bubeník 4569; 
Počet titulů
- Michal Barteska, Michal Barvík, Jan Dočkal, Jiří Ďurčo, Petr Hlavenka, Martin Hložek, Jaroslav Chlebík, Josef Jančík, Petr Jeřábek, Zdeněk Jeřábek, Jan Holec, Lukáš Klíma, Miroslav Korbička, Jiří Kumstát, Petr Lajbner, Pavel Loučka, Martin Machura, David Melničuk, Marek Mitrega, Aleš Moravec, Lukáš Patera, Vítězslav Perun, Jan Poděbradský, Zdeněk Pravda, Milan Schwarz, Jiří Smola, Vlastimil Spousta, Petra Svačina, Libor Sychra, Arpád Szilvásy, Miroslav Šole, Dominik Špiláček, Jan Táborský, Ladislav Toušek, Antonín Vácha, Petr Vaněk, Zdeněk Vymětal, Jaroslav Závěšický, Robert Změlík, Stanislav Zwyrtek, Petr Železnov, Michal Žižka 1×

Deset nejlepších výkonů na mistrovství – (devítiboj od roku 1992)
- 6045 Jan Dočkal		2000
- 5833 Lukáš Patera		2001
- 5761 Lukáš Klíma		1995
- 5588 Josef Fencl		1995
- 5573 Petr Železnov		1996
- 5494 Pavel Ficek		2000
- 5487 Adam Ptáček		1995
- 5468 Martin Hložek		2005
- 5437 Michal Barvík		1999
- 5404 Jiří Kliner		1999

## Žákyně
Mají mistrovský víceboj od roku 1969, ale i měnil se rozsah závodění od původního čtyřboje přes šestiboj a pětiboj až po dnešní sedmiboj a devítiboj. Měnily se i věkové kategorie. Místa konání: Praha 10×, Ostrava 6×, Hradec Králové 4×, Třinec 3×. Svitavy, Uherské Hradiště, Zábřeh na Moravě a Stará Boleslav 2×. České Budějovice, Jablonec nad Nisou, Jihlava, Olomouc, Opava, Plzeň, Poruba, Tábor, Varnsdorf, Vlašim a Zlín 1×.
Medailisté
2006: 1. Markéta Mikešová 4485, 2. Veronika Chvátalová 4379, 3. Michaela Tvrdíková 4287; 
2005: 1. Kateřina Cachová 5197, 2. Nikol Ogrodníková 5021, 3. Naďa Zikmundová 4290;
2004: 1. Kateřina Cachová 4702, 2. Jitka Řezníčková 4529, 3. Nikol Ogrodníková 4452;
2003: 1. Eliška Klučinová 4938, 2. Adriana Gembiczká 4618, 3. Petra Vachatová 4496;
2002: 1. Eliška Klučinová 4526, 2. Zuzana Šídová 4289, 3. Jana Sajdoková 4263; 
2001: 1. Denisa Ščerbová 5031, 2. Zuzana Hejnová 4789, 3. Nikola Paříková 4511; 
2000: 1. Eva Vaidová 4593, 2. Jitka Moudrá 4306, 3. Petra Blovská 4224; 
1999: 1. Klára Tichá 4604, 2. Jitka Vindušková 4529, 3. Daniela Šulcková 4442; 
1998: 1. Petra Šindelářová 4527, 2. Lenka Uhrová 4414, 3. Hana Kocurová 4405; 
Počet titulů
- Kateřina Cachová, Eliška Klučinová 2×
- Pavla Augustinová, Zdena Bayerová, Ivana Čilíková, Radana Dluhošová, Hana Doleželová, Jana Dušková, Jana Fájová, Radomila Háderová, Jana Hančová, Michaela Hejnová, Hana Inderková, Pavla Jeremiášová, Tereza Jersáková, Sylva Junášková, Petra Kadlecová, Zuzana Lajbnerová, Jiřina Lamačová, Markéta Mikešová, Věra Němečková, Vladěna Pospíšilová, Zuzana Pupíková, Alena Pyšková, Jana Rejdovjanová, Hana Rydvalová, Jana Řeřichová, Jana Směšná, Miroslava Sommernitzová, Denisa Ščerbová, Petra Šindelářová, Lucie Šorejsová, Barbora Špotáková, Iveta Táborská, Klára Tichá, Věra Vacková, Eva Vaidová, Kateřina Vocásková, Jana Volencová, Dita Zagatová, Věra Znojilová 1×

Deset nejlepších výkonů na mistrovství – (sedmiboj od roku 1991)
- 5197 Kateřina Cachová		2005
- 5049 Michaela Hejnová		1996
- 5031 Denisa Ščerbová		2001
- 5021 Nikol Ogrodníková	2005
- 5011 Hana Doleželová		1994
- 4938 Eliška Klučinová		2003
- 4789 Zuzana Hejnová		2001
- 4686 Kristýna Palátová	1995
- 4618 Adriana Gembiczká	2003
- 4604 Klára Tichá		1999